# Susanna Ceccardi
Susanna Ceccardi (19 de Março de 1987) é uma política italiana. É presidente da câmara de Cascina, eleita em junho de 2016. Em Maio de 2019 foi eleita para o Parlamento Europeu.

## Família e infância
O ramo paterno da família de Susanna tem origem na povoação de Vaglie, na comuna de Ligonchio. É prima distante, pelo avô paterno, da cantora Iva Zanicchi.
Formou-se na escola superior clássica, matriculando-se mais tarde na faculdade de Direito na Universidade de Pisa, onde começou a sua atividade política como representante dos estudantes.

## Carreira política

### Cascina
Susanna foi eleita para a câmara municipal de Cascina em 2011, participando como convidada regular no talk show político Announo no canal nacional LA7.
Em 2015, foi candidata às eleições regionais na Toscana, não conseguindo assento no conselho.
Em 2016, obteve 28% na primeira volta da eleição para presidente da câmara de Cascina 28,4%, e 50,3% na volta final, tendo o seu partido obtido 21,3%.
A sua vitória interrompeu setenta anos da esquerda na liderança local, tornando-se Cascina o primeiro grande município ganho pela Lega Nord Toscana na região, e o segundo na geral, depois de Bagni di Lucca, na década de 1990. Foi também o único membro da Lega Nord a ser eleita presidente da câmara em toda a região antes de Siena, Pisa e Massa seguirem o exemplo nas eleições locais de Junho de 2018.

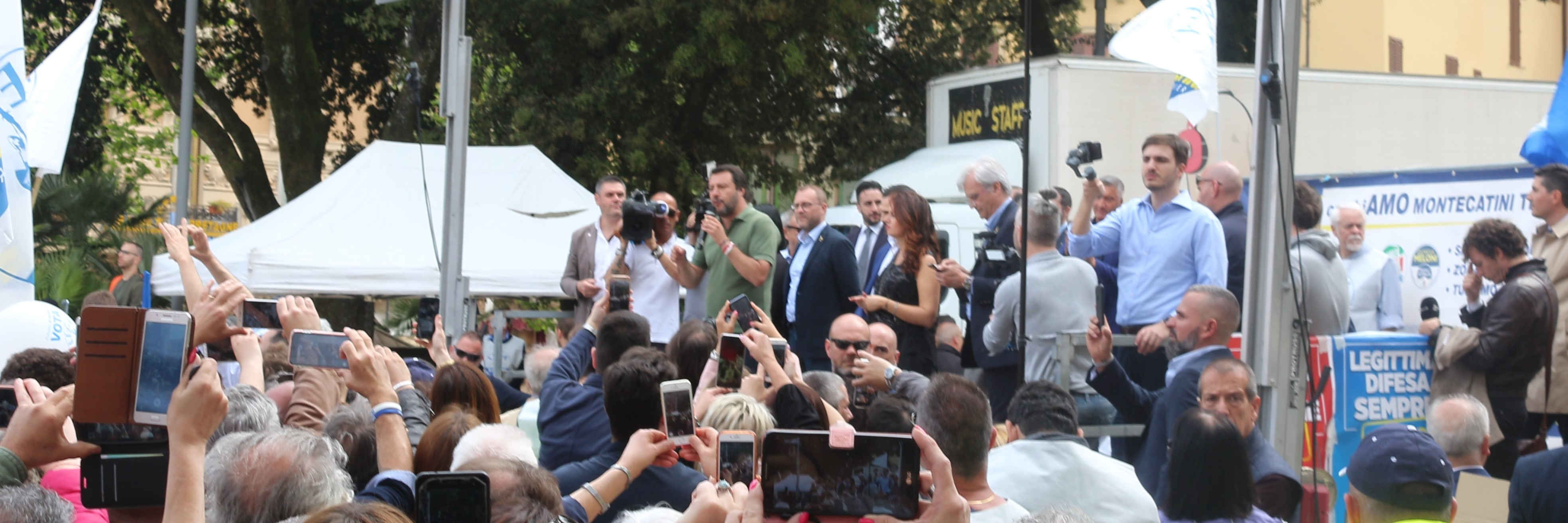
Susanna Ceccardi com Matteo Salvini, em Maio de 2019, num rally eleitoral para as eleições europeias e municipais, em Montecatini Terme.

O resultado não foi considerado local. Matteo Salvini, que na época era apenas líder da Liga Norte, deu ele próprio a notícia da sua vitória ao público nacional durante o programa de televisão nocturno Porta a Porta. Foi visto como um exemplo-chave de mudança política alimentada pelo tema da imigração, que mais tarde viria a ocorrer nas eleições nacionais gerais de 2018.

### Papel na Toscana
O papel de Susanna Ceccardi foi considerado crucial para as eleições nas constituintes locais dos seus assessores Edoardo Ziello e Rosellina Sbrana, em Março de 2018, respectivamente para a Câmara dos Deputados e o Senado italianos, e para a vitória do candidato da direita Michele Conti na eleição para prresidente da câmara ca sua maior comuna vizinha, Pisa, alguns meses depois. No Outono de 2018 foi nomeada comissária especial (chefe) do partido na Toscana.
Após o bom desempenho dos possíveis partidos aliados nas eleições europeias, declarou-se como uma possível candidata para presidente da Toscana nas eleições regionais de 2020. Existem, no entanto, críticas no seio do seu próprio partido sobre o seu activismo.

### Papel nacional
Em Setembro de 2018, juntou-se à equipe da Salvini, uma vez que este tinha se tornado Ministro italiano do Interior.
Em Abril de 2019, tornou-se candidata oficial do seu partido às eleições para o Parlamento Europeu em 2019,  vindo a ser eleita com 48.239 preferências.

## Visões políticas

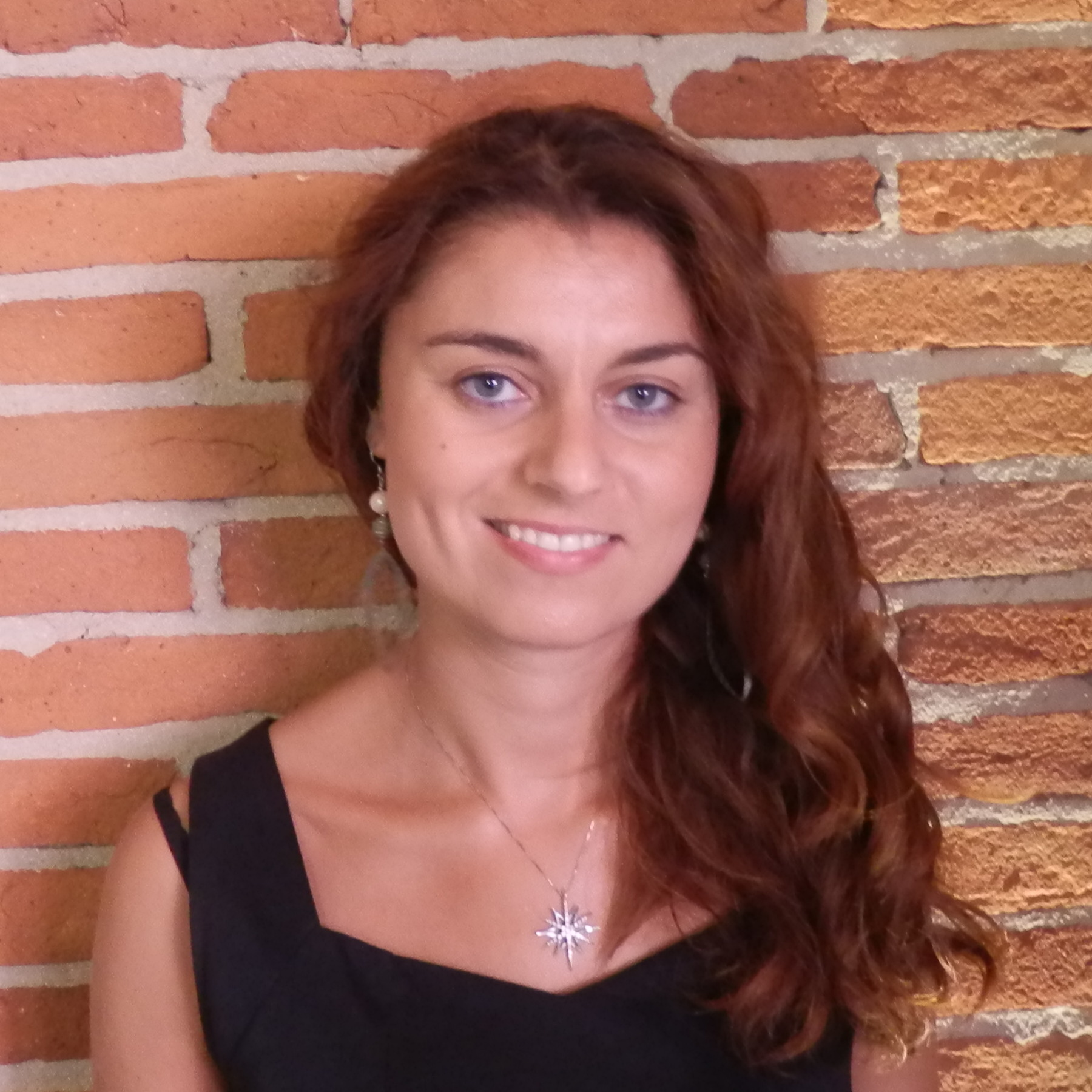
Foto de Susanna Ceccardi quando era prefeita de Cascina.

Susanna tem sido descrita como um exemplo de jovens políticos italianos que apoiam uma visão mais crítica da União Europeia, especialmente em comparação com os políticos de direita mais velhos, titulares de cargos nas décadas anteriores.
Em 2016, ela deu o título de cidadão honorário a Magdi Cristiano Allam, um ex-muçulmano convertido ao cristianismo, conhecido pela sua crítica ao extremismo islâmico. Opõe-se a construção de mesquitas e, em troca da celebração do Eid al-Fitr num espaço público pela comunidade local senegalesa, exigiu que "condenassem firmemente" todos os actos de violência induzidos pelo fundamentalismo Islâmico.
Em Abril de 2019, durante o Dia da Libertação, expressou a sua visão crítica sobre os aspectos menos debatidos do movimento italiano de resistência.

## Vida pessoal
Em Março de 2019, tornou público que está esperando um bebé do seu parceiro, com nascimento esperado para Setembro de 2019, aformando desejar nomear a futura filha Kinzika, em homenagem a Kinzica de' Sismondi, uma heroína medieval que, segundo a lenda, terá defendido a cidade de Pisa, da invasão dos sarracenos.